# USS Hawaii (CB-3)
El USS Hawaii (CB-3) de la Armada de los Estados Unidos fue un crucero (large cruiser) de la clase Alaska cuya construcción fue cancelada. Fue puesto en gradas en 1943 y botado en 1945. Fue vendido para su desguace en 1959 con la construcción completada en un 84 %.

## Historia
Construido por New York Shipbuilding Corporation de Camden, Nueva Jersey, fue puesto en gradas en diciembre de 1943 y botado el 3 de noviembre de 1945. Fue vendido para su desguace en 1959 con la construcción completada en un 84 %.